# تشاباييفسك
تشاباييفسك (بالروسية: Чапаевск) هي إحدى مدن روسيا في الكيان الفدرالي الروسي سمارا أوبلاست.

## أعلام
- سيرجي أفدييف